# Lista de prefeitos de Mairiporã
Esta é a lista de prefeitos e vice-prefeitos do antigo e extinto município de Juqueri, antigo município brasileiro que se localizava no estado de São Paulo, que mais tarde foi renomeado para Mairiporã.
O cargo de prefeito foi criado em 11 de abril de 1835, pela assembleia provincial paulista, em reação aos amplos poderes conferidos pelo Código de Processo Criminal de 1832 às câmaras municipais. Seguiram o exemplo paulista seis províncias do nordeste brasileiro (Alagoas, Ceará, Maranhão, Paraíba, Pernambuco e Sergipe).
Sob a vigente ordem constitucional, essa designação é dada ao funcionário público do Poder Executivo municipal, que exerce seu cargo em função de uma legislatura (mandato), sendo para tanto eleito a cada quatro anos, podendo ser reeleito por mais 4 anos (segundo mandato).
Funções
O poder executivo municipal chefia a administração e comanda os serviços públicos, tendo como comandante o prefeito.
A partir da constituição brasileira de 1934, o cargo de prefeito passou a ser o único, em todo o Brasil, ao qual estão atribuídas as funções de chefe do poder executivo do governo local, em simetria aos chefes dos executivos da União e do estado, portanto, em forma monocrática. Este texto quer dizer que deverá haver harmonia e integração de ação entre as esferas envolvidas sem a intervenção de uma na outra, exceto nos casos previstos na Constituição Federal.
Eleições
O prefeito é eleito por sufrágio universal, secreto, direto, em pleito simultâneo em todo o País, realizado a cada quatro anos, no primeiro domingo de outubro.
E trinta dias após tem lugar o segundo turno, se o eleito em primeiro lugar não atingir 50% dos votos válidos mais um voto, no caso de municípios com mais de duzentos mil eleitores.
Conforme a legislação eleitoral atual no Brasil para tornar-se elegível, exige-se uma série de requisitos;
- Possuir nacionalidade brasileira ou portuguesa (neste caso, o cidadão português deve se encontrar amparado pelo Estatuto de Igualdade entre Portugueses e Brasileiros),
- Título de eleitor em dia e estar em gozo pleno do exercício dos direitos políticos,
- Domicilio eleitoral na circunscrição na qual o candidato se apresenta,
- Filiação partidária,
- Ser alfabetizado (tópico invalidado pela atual constituição brasileira de 1988),
- Desincompatibilização de cargo público — Se ocupa um cargo público deve sair seis meses antes das eleições e voltar caso possa só após seis meses ao pleito eleitoral,
- Renúncia de outro mandado até seis meses antes do pleito e não ser parente afim ou consangüíneo, até segundo grau, ou cônjuge de titular de cargo eletivo; pode, entretanto, ser candidato à reeleição (artigo 14 da Constituição),
- Ter idade mínima de 21 anos.

## Lista de prefeitos
| Prefeito                                                | Partido                                        | Vice-prefeito                         | Início do mandato      | Fim do mandato         | Observações | Ref.          |
| Era Vargas (1930 – 1945) (sob a denominação de Juqueri) |                                                |                                       |                        |                        | |               |
| Antônio Pinto Barbosa                                   | —                                              | —                                     | 31 de outubro de 1930  | 14 de abril de 1931    | Exonerado em 14 de abril de 1931. | [ 2 ]         |
| Norberto Ottoni de Carvalho                             | —                                              | —                                     | 1931                   | 30 de novembro de 1931 | Exonerado por decreto em 30 de novembro de 1931. | [ 3 ]         |
| Francisco Galrão de França                              | —                                              | —                                     | 1931                   | —                      | |               |
| Norberto Ottoni de Carvalho                             | —                                              | —                                     | 1931                   | 27 de agosto de 1934   | Exonerado por decreto em 27 de agosto de 1934. | [ 4 ]         |
| José Benedicto Fagundes Marques                         | —                                              | —                                     | 1934                   | 1935                   | Exonerado por decreto em 1935. | [ 5 ]         |
| Benedicto Fagundes Marques                              | —                                              | —                                     | 1935                   | 1944                   | |               |
| Ozilde de Albuquerque Passarella                        | —                                              | —                                     | —                      | 10 de maio de 1946     | Exonerado por decreto em 10 de maio de 1946. | [ 6 ]         |
| Arlindo André Clauz                                     | —                                              | Benedicto de Oliveira e Silva         | —                      | —                      | | [ 7 ]         |
| Quarta República (1946-1964)                            |                                                |                                       |                        |                        | |               |
| Bento de Oliveira Nascimento                            | —                                              | Florêncio Pereira                     | 1946                   | 1955                   | - A primeira composição da Câmara começou em 1948. - O nome do município é alterado de Juqueri para Mairiporã no dia 24 de dezembro de 1948, pela aprovação da Lei 233, permitindo a mudança do nome do município. - Haviam 15 cadeiras para o cargo de vereador. - O numero de vereadores caiu de 15 para 11 vereadores (5,5%). | [ 8 ]         |
| Florêncio Pereira                                       | —                                              | Cândido Galrão de França              | 1956                   | 1959                   | |               |
| Francisco Feliciano Ferreira da Silva Filho             | —                                              | Jorge Salomão Chamma                  | 1960                   | 1963                   | |               |
| Regime Militar (1964-1985)                              |                                                |                                       |                        |                        | |               |
| Florêncio Pereira                                       | —                                              | José Enrico Pappalardo                | 1964                   | 1968                   | |               |
| Luiz Salomão Chamma                                     | Aliança Renovadora Nacional (ARENA)            | Ademar Valter Coimbra                 | 1969                   | 1972                   | |               |
| Aloysio Arnaldo Salotti                                 | Aliança Renovadora Nacional (ARENA)            | Jurandyr Panella                      | 1973                   | 1976                   | |               |
| Luiz Salomão Chamma                                     | Aliança Renovadora Nacional (ARENA)            | José Aparecido Cardoso da Silva       | 1977                   | 1982                   | |               |
| Antônio Jair Oliveira Nascimento                        | Partido Democrático Social (PDS)               | Armando Pavanelli                     | 1983                   | 31 de dezembro de 1988 | |               |
| Nova República (1985-presente)                          |                                                |                                       |                        |                        | |               |
| Luiz Salomão Chamma                                     | Partido Democrático Social (PDS)               | Arlindo Carpi                         | 1° de janeiro de 1989  | 31 de dezembro de 1992 | |               |
| Sarkis Tellian                                          | Partido da Social Democracia Brasileira (PSDB) | Armando Pavanelli                     | 1° de janeiro de 1993  | 31 de dezembro de 1996 | |               |
| Arlindo Carpi                                           | Partido Socialista Brasileiro (PSB)            | Juan Oscar Ouchana                    | 1° de janeiro de 1997  | 31 de dezembro de 2000 | | [ 9 ]         |
| Antonio Jair Oliveira Nascimento                        | Partido Popular Socialista (PPS)/PTB           | Terezinha de Jesus Campos Wisniewski  | 1° de janeiro de 2001  | 31 de dezembro de 2004 | |               |
| Antônio Shigueyuki Aiacyda                              | Partido da Social Democracia Brasileira (PSDB) | Silvio Antônio Ranciaro               | 1° de janeiro de 2005  | 30 de janeiro de 2005  | Cassado após 30 dias | [ 10 ]        |
| Antônio Shigueyuki Aiacyda                              | Partido da Social Democracia Brasileira (PSDB) | Ana Maria Gaggini Tellian (PSDB)      | 31 de janeiro de 2005  | 31 de dezembro de 2008 | |               |
| Antônio Shigueyuki Aiacyda                              | Partido da Social Democracia Brasileira (PSDB) | Ana Maria Gaggini Tellian (PSDB)      | 1° de janeiro de 2009  | 31 de dezembro de 2012 | |               |
| Márcio Cavalcantti Pampuri                              | Partido Verde (PV)                             | Débora Lopes Braga                    | 1° de janeiro de 2013  | 31 de dezembro de 2016 | |               |
| Antônio Shigueyuki Aiacyda                              | Partido da Social Democracia Brasileira (PSDB) | Eduardo Dyotaro Yokomizo              | 1° de janeiro de 2017  | 28 de dezembro de 2020 | Morreu em 28 de dezembro de 2020, após complicações da Covid-19. | [ 13 ]        |
| Eduardo Dyotaro Yokomizo                                | Partido da Social Democracia Brasileira (PSDB) | —                                     | 29 de dezembro de 2020 | 31 de dezembro de 2020 | Vice-prefeito, assumiu após a morte do prefeito. |               |
| Walid Ali Hamid, Aladim                                 | Partido da Social Democracia Brasileira (PSDB) | Wilson Rogério Rondina (Republicanos) | 1° de janeiro de 2021  | 31 de dezembro de 2024 | Prefeito eleito em sufrágio universal. | [ 14 ] [ 15 ] |
| Walid Ali Hamid, Aladim                                 | Partido Social Democrático (PSD)               | Wilson Rogério Rondina (Republicanos) | 1° de janeiro de 2025  | Atualmente             | Prefeito reeleito em sufrágio universal. | [ 16 ]        |